# Alice Walker
Alice Malsenior Walker (Eatonton, Georgia, 1944. február 9. –) afroamerikai író- és költőnő, a feminista mozgalom egyik képviselője. 
Fő irodalmi témái közé tartoznak az amerikai társadalom faji és nembeli konfliktusai. Legismertebb műve az 1982-es Bíborszín (The Color Purple) című Pulitzer-díjas regény, melyet 1985-ben Steven Spielberg filmesített meg, hasonló címmel.

## Életrajzi adatok
Alice Walker volt a legfiatalabb a Willie Lee és Millie Tallulah (Grant) Walker házaspár kilenc gyermeke közül. Apja mint részes bérlő és tejgazdasági munkás évi 300 (akkori) dollárt keresett egy ültetvényes birtokán, anyja cselédlány volt az ültetvényes családjánál.
Alice Walker növekedése idején az úgynevezett Jim Crow-törvények, 1876–1965) még érvényben volt. A törvény szerint, míg a feketék beismerten egy külön fajt képviseltek, elvileg egyenrangúak voltak a fehérekkel. A valóságban azonban a faji megkülönböztetés számtalan módja és formája volt ismeretes. Walker anyja állandó harcban állt földbirtokosukkal, aki elvárta, hogy fekete munkásai minél előbb a mezőre küldjék gyerekeiket – az ültetvényes szerint a feketéknek semmi szükségük nem volt iskolázottságra. Walkerné erre így reagált: „Lehet hogy magának vannak valahol fekete bőrű gyerekei, de azok nem azok, akik az én házamban laknak. Ide nekem soha ne jöjjön azzal, hogy az én gyerekeimnek nincs szükségük arra, hogy megtanuljanak írni és olvasni.” Amikor Alice betöltötte negyedik évét, anyja beíratta az elemi iskola első osztályába. Kiskorában nagyapja sokat mesélt a kislánynak, és ennek hatására nyolcéves korában írni kezdett, de csak titokban. „Az én családomban a dolgaimat el kellett rejteni,” mondta egyszer, „és sok mindent a fejemben kellett elraktároznom.” A Kedves Jóisten! című regényében az egyik szereplőt nagyapjáról mintázta.
1952-ben bátyjai egyike légpuskával véletlenül megsebesítette Walker szemét. Mivel kocsihoz lehetetlen volt hozzájutni, a szülők nem tudták a gyereket azonnal kórházba vinni, és mire egy hét múlva orvoshoz kerültek, a sérült szem megvakult. A szemén nőtt, csúnya forradás az addig társaságkedvelő kislányból elhúzódó, szégyenlős gyereket faragott. Megbámulták, időnként kigúnyolták, kiközösítettnek érezte magát. Vigasztalásul az olvasáshoz és a versíráshoz fordult. Tizennégy éves korában a forradást eltávolították, de addigra rájött, hogy a balesetnek volt valami haszna is: megtanította arra, hogyan lehet megfigyelés által valós képet kapni embertársainkról, de arra is, hogyan lehet türelemmel és megbocsátással kivárni az emberek közti viszonyok kialakulását.
A középiskola befejezésével, 1961-ben Walker az atlantai Spelman főiskolán kezdte tanulmányait, majd diplomáját 1965-ben, a New York-i Sarah Lawrence-akadémián kapta kézhez. 1967-ben férjhez ment egy zsidó származású polgárjogi ügyvédhez. Ugyanebben az évben Mississippi államba, egy Jackson nevű városba költöztek, ahol ők voltak az első, legálisan összeházasodott fehér-fekete házaspár. Ennek következtében nem csak zaklatásokban volt részük – a Ku Klux Klan halállal fenyegette meg őket. 1969-ben megszületett Rebecca lányuk, aki szinte élő megtestesítőjévé vált annak az új, naiv eszmének, amely szerint Amerikában a faji keveredés nem fog többé gyűlölködést okozni. Walker és férje 1976-ban elváltak, és idővel anya és lánya is elidegenedett egymástól; Rebecca inkább politikai szimbólumnak, mint szeretettel körülvett gyereknek érezte magát. Később emlékiratot írt szülei viszonyáról, és annak a gyerekkorára gyakorolt hatásáról Black White and Jewish (Fekete fehér és zsidó) címmel.

## Írói pályája
Walker első költeményeit főiskolai tanulmányai utolsó éveiben írta. Amikor csatlakozott a déli polgárjogi mozgalomhoz, a verselést ideiglenesen abbahagyta, de rövidesen visszatért az íráshoz. Szerkesztőként dolgozott az Ms. nevű feminista folyóiratnál, kiadatta összegyűjtött verseit és novelláit. Első regényét, The Third Life of Grange Copeland címűt 1970-ben publikálták, a másodikat 1976-ban, Meridian címmel. Az utóbbi Walker aktivista élményeit tükrözi.
1982-ben adták ki a Kedves Jóisten! (The Color Purple) című, legismertebb művét. A regény egy fiatal lány útkereséséről ad eleven, reális stílusban megírt képet: nemcsak a fehérek faji előítéletével, de a saját fajtájának patriárchális, sokszor brutális szokásaival is meg kell küzdenie, ha ki akar szabadulni fojtogató környezetéből. A könyv azonnali sikert aratott: 1985-ben filmet (Bíborszín), majd 2005-ben zenés színjátékot készítettek belőle. Walker még néhány más regényt is írt, ezek között The Temple of My Familiar, és a Possessing the Secret of Joy címűeket, azonkívül jó pár novella-, vers- és esszégyűjteményt is publikált. Témái a feketék harca a domináns amerikai fehérek társadalmában, különösen ami a női sorsokat illeti; írásaiban a múltba is visszatér, kutatva a nők társadalom- és kultúra-formáló tevékenységeit. Liberális politikai körökben Walkert meglehetős tisztelet veszi körül a népszerűtlen nézeteket támogató, ugyanakkor a bevett szokásokat elvető felfogása miatt.
A kilencvenes évek közepén Tracy Chapman énekesnővel tartott fenn „romantikus” kapcsolatot.

## Politikai aktivitása

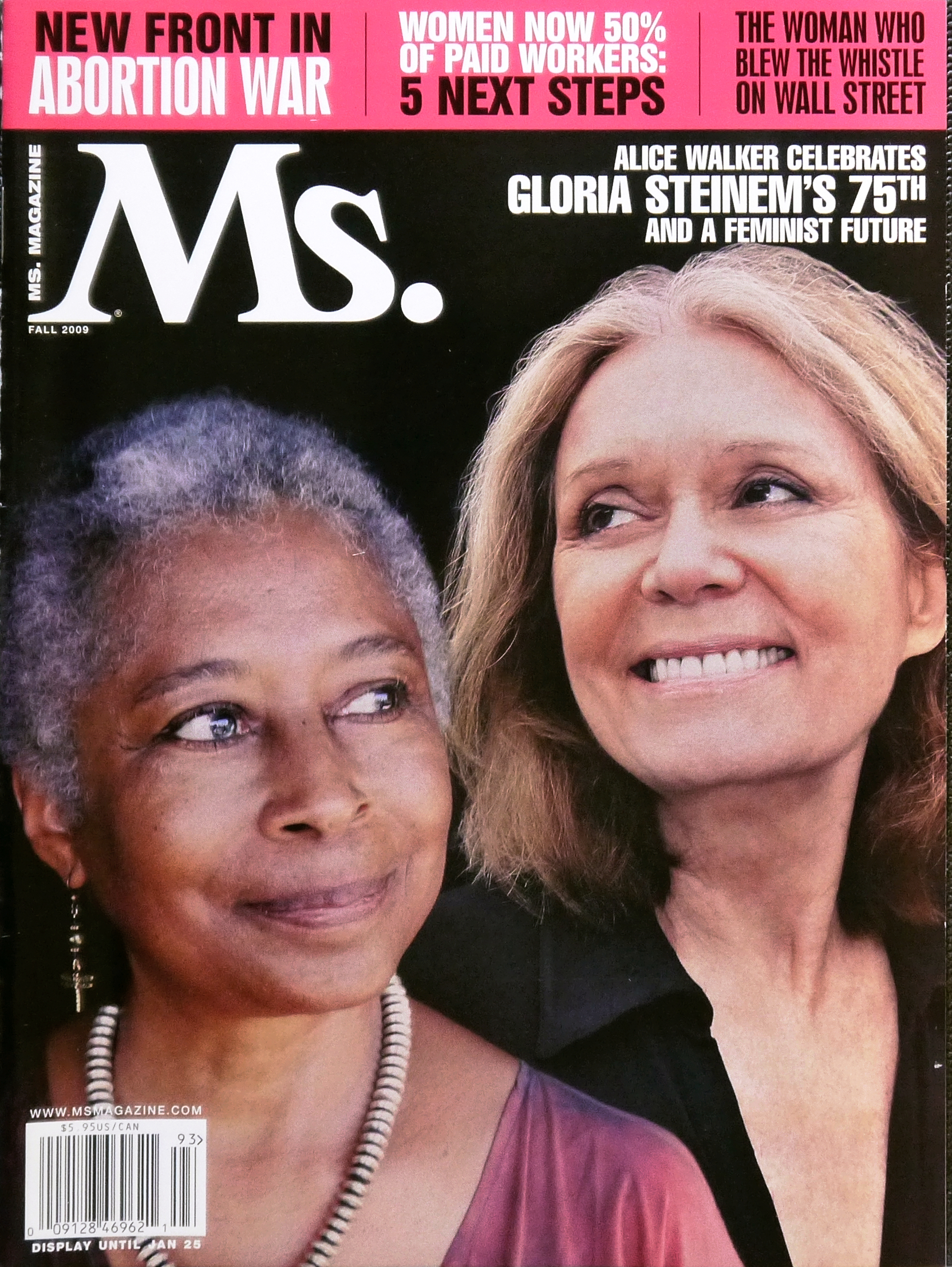
Alice Walker (balra) Gloria Steinem, 2009

A korai 60-as években, amikor még főiskolai diák volt, Walker találkozott Martin Luther King, Jr.-ral. Az írónő ennek a találkozásnak tudja be azt a döntését, hogy visszatérjen a déli államokba és részt vegyen a polgárjog védelméért kialakult mozgalomban (Civil Rights Movement). 1963-ban ezrekkel együtt masírozott a híres washingtoni tüntetésben, és mint önkéntes, felajánlotta segítségét a Georgia és Mississippi államokban zajló választások idején.
2003 márciusában, a nemzetközi nőnapon – ugyanakkor az iraki háború előestéjén –, Walkert többedmagával letartóztatták amiért átlépték a rendőrkordont a Fehér Ház előtt tartott háborúellenes tüntetés alatt. Vagy 5000 aktivista vette körül az elnöki rezidenciát, énekelve, egymás kezét fogva. Egy interjúban Walker ezt a megjegyzést tette az incidensről: ”Olyan nőkkel voltam együtt, akik hisznek abban, hogy az irakiak számára az asszonyok és gyerekek éppen olyan értékesek, mint a mi számunkra, és hogy igazából mindannyian egy család vagyunk. És ezért úgy éreztem, hogy tulajdonképpen magunkat bombázzuk, amikor háborúba megyünk.„
2008 novemberében nyílt levelet intézett Barack Obamához az Interneten, „Obama Testvér” megszólítással: „Az, hogy láthatunk abban a pozícióban, ami Téged megillet bölcsességed, kitartásod és jellemed alapján, a remény fáradt harcosai számára egy olyan gyógyír, melyről eddig csak dalokat hallottunk zengedezni.“
2009. március hónapjában 60 háborúellenes aktivistával a Gázai-övezetbe utazott, hogy együttesen segítséget nyújtsanak az izraeli támadás (2008. december – 2009. január) áldozatainak; ezenkívül megpróbálták meggyőzni Izraelt és Egyiptomot, hogy nyissák meg határaikat Gáza felé.

## Díjak és elismerések
- Pulitzer-díj – (The Color Purple, 1983) A díj első női, és első afroamerikai nyertese
- Nemzeti Könyvdíj (National Book Award, The Color Purple, 1983) A díj első női, és első afroamerikai nyertese
- O. Henry-díj (O. Henry Award, 1985), a Kindred Spirits (Rokonlelkek) című, az Esquire folyóiratban megjelent novellájáért
- Tiszteletbeli diploma a Kaliforniai Művészeti Intézménytől (California Institute of the Arts)
- Tiszteletbeli diploma az Amerikai Humanista Szövetségtől (American Humanist Association 1997)

Ezeken kívül Alice Walker még számos jutalomdíjat kapott különféle irodalmi és művészeti intézményektől.

## Válogatott munkái

### Regények, novella- és verskötetek
- The Third Life of Grange Copeland (1970)
- Everyday Use (1973)
- In Love and Trouble: Stories of Black Women (1973)
- Roselily (1973)
- Meridian (1976)
- The Color Purple (1982)
- You Can't Keep a Good Woman Down: Stories (1982)
- Beauty: When the Other Dancer Is the Self (1983)
- Am I Blue? (1986)
- To Hell With Dying (1988)
- The Temple of My Familiar (1989)
- Finding the Green Stone (1991)
- Possessing the Secret of Joy (1992)
- The Complete Stories (1994)
- By The Light of My Father's Smile (1998)
- The Way Forward Is with a Broken Heart (2000)
- Now Is The Time to Open Your Heart (2005)
- Devil's My Enemy (2008) – Versek
- Once (1968)
- Revolutionary Petunias and Other Poems (1973) – Versek
- Good Night, Willie Lee, I'll See You in the Morning (1979)
- Horses Make a Landscape Look More Beautiful (1985)
- Her Blue Body Everything We Know: Earthling Poems (1991) – Versek
- Absolute Trust in the Goodness of the Earth (2003)
- A Poem Traveled Down My Arm: Poems And Drawings (2003) – Versek
- Collected Poems (2005) – Versek
- Poem at Thirty-Nine – Versek
- Expect nothing

### Próza
- In Search of Our Mothers' Gardens: Womanist Prose (1983)
- Living by the Word (1988)
- Warrior Marks (1993)
- The Same River Twice: Honoring the Difficult (1996)
- Anything We Love Can Be Saved: A Writer's Activism (1997)
- Go Girl!: The Black Woman's Book of Travel and Adventure (1997)
- Pema Chodron and Alice Walker in Conversation (1999)
- Sent By Earth: A Message from the Grandmother Spirit After the Bombing of the World Trade Center and Pentagon (2001)
- Women
- We Are the Ones We Have Been Waiting For (2006)
- Mississippi Winter IV

## Magyarul
- Kedves Jóisten; ford. Dezsényi Katalin, utószó Tóth Csaba; Európa, Bp., 1987 (Európa zsebkönyvek)
- Bíborszín; ford. Dezsényi Katalin, utószó Karafiáth Orsolya; Európa, Bp., 2018

## Fordítás
- Ez a szócikk részben vagy egészben  az   Alice Walker című angol Wikipédia-szócikk fordításán alapul.  Az eredeti cikk szerkesztőit annak laptörténete sorolja fel. Ez a jelzés csupán a megfogalmazás eredetét és a szerzői jogokat jelzi, nem szolgál a cikkben szereplő információk forrásmegjelöléseként.